# Thomas Fermor (1er comte de Pomfret)
Pour les articles homonymes, voir Fermor et Pomfret.
Thomas Fermor, 1er comte de Pomfret (1698–18 juillet 1753) est un noble anglais.

## Biographie
Il est le fils unique de William Fermor (1er baron Leominster) de sa troisième épouse, Sophia Osborne. À sa mort en 1711, il accède à la baronnie de son père en tant que 2e baron de Leominster. Le comté de Pomfret est créé pour lui le 27 décembre 1721, du nom de Pontefract dans le Yorkshire.
En septembre 1727, il est nommé grand écuyer auprès de la reine Caroline d'Ansbach, épouse du nouveau roi George II. L'épouse de Fermor est également nommée dame de la chambre à coucher de la reine. Caroline meurt en novembre 1737 et, en septembre 1738, Thomas et son épouse entreprennent une tournée de trois ans en France et en Italie, se rendant à Florence, Bologne, Venise, Augsbourg, Francfort et Bruxelles.

## Mariage et descendance
Le 14 juillet 1720, il épouse Henrietta Louisa Jeffreys, la seule fille survivante de John Jeffreys, le deuxième baron Jeffreys de Wem et la petite-fille de George Jeffreys (1er baron Jeffreys). Ils ont quatre fils et six filles, dont:
- George Fermor (2e comte de Pomfret) (1722-1785), qui succède à son père
- Charlotte Fermor (1725-1813), future gouverneure des enfants de George III